# NGC 4438
NGC 4438 is een spiraalvormig sterrenstelsel in het sterrenbeeld Maagd. Het hemelobject werd op 8 april 1784 ontdekt door de Duits-Britse astronoom William Herschel.
NGC 4438 behoort samen met NGC 4435 tot een groep van 2 interagerende sterrenstelsels op ongeveer 52 miljoen lichtjaar van de Aarde. Beide sterrenstelsels liggen ongeveer 100.000 lichtjaar van elkaar verwijderd. Daarnaast behoort NGC 4438 ook tot Markarians Ketting, een groep van minstens 7 schijnbaar gealigneerde sterrenstelsels in de Virgocluster. Beide stelsels (NGC 4438 en 4435) werden de ogen (the eyes) genoemd door Leland S. Copeland.

## Synoniemen
- UGC 7574
- VV 188
- MCG 2-32-65
- Arp 120
- ZWG 70.97
- VCC 1043
- IRAS 12252+1317
- PGC 40914